# Yehud-Monosson
Yehud-Monosson (in ebraico: יְהוּד-מוֹנוֹסוֹן) è una città formata dal comune congiunto della città di Yehud e dal vicino insediamento comunitario di Neve Monosson, nel centro di Israele. Nel 2016 la città aveva una popolazione di 29.312 abitanti.

## Storia
All'interno di un programma di fusione delle autorità locali avviato dal Ministero degli interni israeliano nel 2003, il comune di Yehud è stato fuso con il consiglio locale di Neve Monosson. Il logo è inciso con le parole bibliche di Genesi 49:8: "Giuda, i tuoi fratelli ti loderanno, la tua mano sarà sul collo dei tuoi nemici".
Sotto i termini della fusione, Neve Monosson è stata lasciata ad un alto livello di autonomia comunale sotto l'amministrazione locale di Neve Monosson (minhelet mekomit), che è stata concessa dallo status di comune come borgo autonomo (va'ad rova ironi) dal 2005 nell'ambito dell'attuazione del progetto di fusione.